# Sven Pieters
Sven Pieters (Blankenberge, 5 juni 1976) is een Belgisch atleet. Hij legde zich toe op de 110 m horden, waarop hij eenmaal Europees juniorenkampioen werd, tweemaal kampioen van België en waarop hij eenmaal deelnam aan de Olympische Spelen.

## Biografie
Pieters nam in 1996 deel aan de Olympische Spelen van 1996 in Atlanta en bereikte er de halve finales op de 110 m horden in een toen Belgisch record van 13,36 s. Tevens werd hij in 1995 Europees kampioen bij de junioren op dit onderdeel. Hij was enkele malen Belgisch kampioen en behoorde samen met Hubert Grossard, Johan Lisabeth, Jonathan N'Senga en Frank Asselman tot de gouden generatie hordelopers in de Belgische atletiek eind jaren negentig.
In 1997 won hij het zilver op de Europese kampioenschappen voor beloften (U23) in 13,56. Op de wereldkampioenschappen atletiek 1997 werd hij met een tijd van 13,55 uitgeschakeld in de kwartfinale.

### Clubs
Pieters wordt getraind door Bart Cleppe en was lid van Olympic Brugge (OB). Zijn huidige club is Daring Club Leuven Atletiek (DCLA).

## Kampioenschappen

### Internationale kampioenschappen
| Onderdeel    | Titel                     | Jaar |
| ------------ | ------------------------- | ---- |
| 110 m horden | Europees juniorenkampioen | 1995 |

### Belgische kampioenschappen
| onderdeel    | jaar       |
| ------------ | ---------- |
| 110 m horden | 1996, 1998 |

## Persoonlijke records
| Onderdeel    | Prestatie | Datum        | Plaats  |
| ------------ | --------- | ------------ | ------- |
| 110 m horden | 13,36 s   | 28 juli 1996 | Atlanta |

## Palmares

### 110 m horden
- 1994: 4e WK junioren in Lissabon - 14,00 s (wind)
- 1995:  EK junioren in Nyíregyháza - 14,06 s
- 1996:  BK AC - 13,41 s
- 1996: 7e ½ finale OS in Atlanta - 13,59 s
- 1997:  EK U23 in Turku - 13,56 s (wind)
- 1997: 6e ¼ finale WK - 13,55 s
- 1998:  BK AC - 13,50 s
- 2008:  BK AC - 14,28 s

### 4 x 100 m
- 1995: 7e EK junioren in Nyíregyháza - 40,84 s